# Anton Ludovico Antinori
Anton Ludovico Antinori (L'Aquila, 26 agosto 1704 – L'Aquila, 1º marzo 1778) è stato un arcivescovo cattolico, storico ed epigrafista italiano.
Appartenente alla Congregazione dell'Oratorio, occupò le sedi di Lanciano e poi di Acerenza e Matera. Come erudito, interessandosi in particolar modo di epigrafia latina e di archeologia, contribuì con segnalazioni, studi e interpretazioni all'opera sia del Muratori sia del Mommsen.

## Biografia
Di padre bolognese e madre napoletana, incominciò gli studi di grammatica nella sua città natale, per poi trasferirsi a Napoli, sotto gli auspici di Celestino Galiani zio dell'abate Ferdinando Galiani, dove si laureò in giurisprudenza. Tornato all'Aquila a 25 anni, decise di approfondire la storia della sua città, guadagnandosi presto fama di erudito ed entrò nella Congregazione dei Filippini. Nel 1732, sollecitato per interposta persona dal Muratori, Antinori fu incaricato della raccolta di antiche e inedite Cronache aquilane, compito che egli assolse fino al 1737, anno in cui inviò i frutti del suo studio al richiedente, corredandolo di un'introduzione alla storia dell'Aquila fino all'anno 1265: si trattava delle cronache di Buccio di Ranallo, Antonio di Buccio, Antonio di Boezio, Niccolò di Borbona, Nicolò Ciminello di Bazzano, Francesco d'Angeluccio di Bazzano, e del Catalogus pontificum Aquilanorum.
Muratori inserì il tutto, compresa l'introduzione storica, nel tomo VI delle Antiquitates Italicae Medii Aevi (1742), aggiungendovi una prefazione in cui tesseva le lodi dello studioso. Alcuni testi di epigrafi inedite scovate dallo studioso aquilano furono dallo stesso Muratori inserite nel Novus Thesaurus Veterum Inscriptionum.
A 35 anni Antinori fu ordinato sacerdote e in seguito, dopo aver trascorso tre anni nell'Oratorio di San Filippo Neri del capoluogo abruzzese, si trasferì a Roma. Qui, Benedetto XIV lo destinò al ruolo di bibliotecario di un'istituenda biblioteca di Bologna, senza però partire per la città paterna. A causa di ragioni di salute viaggiò tra Napoli e L'Aquila, dove fu canonico della Collegiata di San Silvestro.
Nel 1745 fu nominato con regio decreto di Carlo III arcivescovo di Lanciano, mentre nel 1754 fu trasferito alle sedi arcivescovili di Acerenza e Matera. Fece abbellire la cattedrale acheruntina. Per motivi di salute chiese e ottenne, nel 1758, di ritirarsi. Ritornò nuovamente all'Aquila, ottenendo peraltro una pensione regia, oltre ai benefici legati a una chiesa nei pressi di Giulianova e, dal 1770, al monastero di San Pietro ad Oratorium di Capestrano, in cui si trasferì nel 1775. Morì nel palazzo di famiglia all'Aquila il 1º marzo 1778 e il 4 fu sepolto all'interno del Duomo cittadino, nella cosiddetta tomba dei vescovi, rinvenuta durante i lavori di ricostruzione dell'edificio a seguito del terremoto del 2009.
Pubblicò numerosi documenti di storia abruzzese, confluiti in particolare nei 4 volumi della Raccolta di memorie istoriche delle tre provincie degli Abruzzi (Napoli 1781-1783). La maggior parte delle sue opere sono conservate manoscritte presso la Biblioteca provinciale "Salvatore Tommasi" dell'Aquila, molte delle quali edite postume, anche su iniziativa della Società abruzzese di storia patria a lui intitolata.

## Studi sugli Abruzzi
L'Antinori lasciò una grande mole di manoscritti, legati al testamento che ne prescriveva l'affidamento ai familiari dopo la sua morte nel 1778.
Nel 1781-84 ci fu la pubblicazione, in 4 tomi però con molte lacune, dell'opera antinoriana (i volumi manoscritti sugli Annali sono in tutto 24), la "Raccolta di memorie storiche delle Tre Province degli Abruzzi". Sono una riduzione degli Annali. Nel 1783 ci fu l'edizione delle Memorie sull'Aquila.
Nel 1832 il pronipote Anton Ludovico Antinori junior li cedette alla famiglia Dragonetti con altro testamento, e nel 1887 i documenti furono donati da Giulio e Luigi Dragonetti alla Biblioteca provinciale Salvatore Tommasi dell'Aquila. Mancanti di un titolo vero e proprio, i documenti furono revisionati da E. Casti qualche anno più tardi, e riordinati con titoli e indici per ciascun volume, per la catalogazione dell' "Opera omnia Antinoriana", consultabile nella biblioteca provinciale Tommasiana, e infine pubblicata a Bologna nel 1971 in stampa anastatica dei manoscritti dall'editore Forni. La Forni però ha pubblicato solo in facsimile dai manoscritti originali i 24 volumi degli Annali degli Abruzzi e i 7 volumi della Corografia storica degli Abruzzi e luoghi circonvicini.
Il Corpus Antinoriano è diviso in Annali degli Abruzzi (voll. 1-24), Corografia storica degli Abruzzi (in ordine alfabetico, voll. 25-42), Raccolta di iscrizioni varie dei monumenti abruzzesi (voll. 43-47), Monumenti, uomini illustri e cose varie. Annali di Aquila (voll. 48-51).

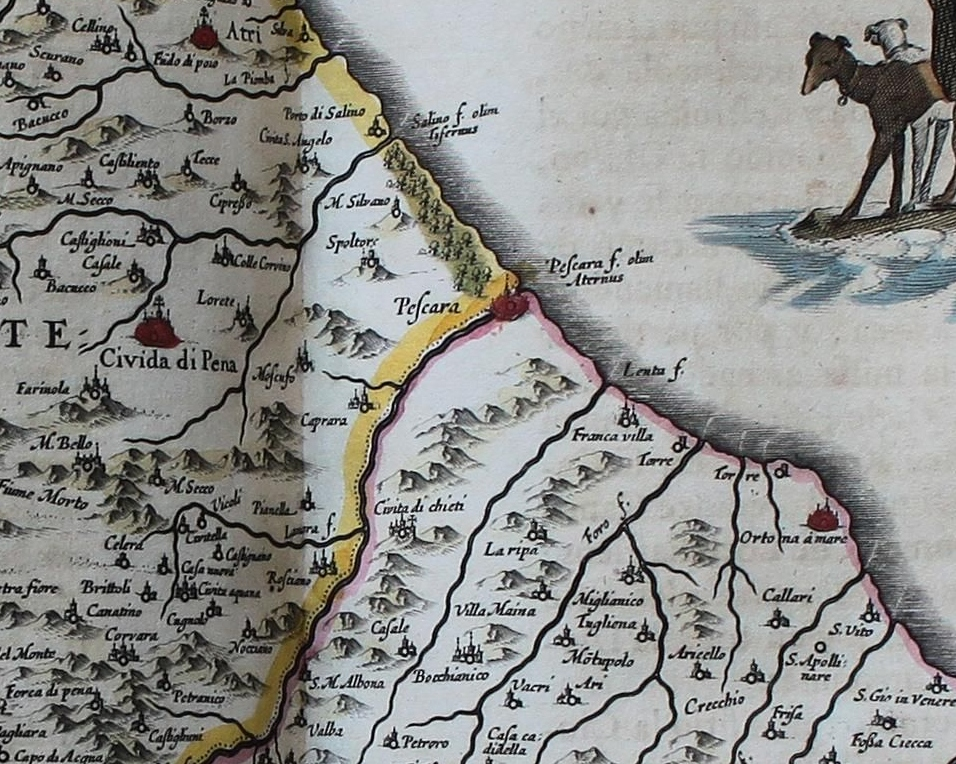
Carta della "Geographia Blaviana" (1659) ritraente l'Abruzzo Citeriore ed Ulteriore.

Ancora oggi Antinori è considerato una eccellente fonte da cui partire per ricerche su documenti, molti dei quali oggi scomparsi, per tracciare una storia dell'Abruzzo.
Basandosi sui suoi appunti, Domenico Romanelli pubblicò le Antichità storico critiche sacre e profane della regione dei Frentani (1790), e poi Luigi Coppa Zuccari editò un'edizione critica della Memoria storica di Lanciano, città abruzzese in cui Antinori fu vescovo, e dove ugualmente si dedicò alla raccolta di documenti di archivi, cataloghi e libri parrocchiali delle chiese e della diocesi stessa. Il manoscritto originale dell'Antinori, studiato anche da Michele Scioli, intitolato Ragguaglio storico critico sulle chiese di Lanciano, sulla storia di Lanciano e sulla diocesi, è conservato nel Museo civico diocesano della città. Altri appunti pubblicati dell'Antinori, furono saccheggiati dal Romanelli per la pubblicazione delle Scoverte patrie di antiche città distrutte della Regione Frentana, in 2 libri, e per la parte dell'antico Sannio delle terre di Abruzzo e Molise, da inserire ne L'Antica topografia istorica del Regno di Napoli.
La pubblicazione delle opere è stata posticipata di molto, a causa della incompiutezza dei progetti antinoriani, risultanti soprattutto nella Corografia istorica e nelle Trascrizioni di lapidi dei monumenti abruzzesi, quest'ultimo consultato anche da Theodor Mommsen per il suo CIL, come un enorme zibaldone di appunti e annotazioni senza ordine, non revisionate dall'autore, che si presentavano soltanto come una raccolta di informazioni, con segni diacritici, bibliografie di riferimento a fondo pagina e note varie, così come la numerosa presenza di errori e sviste.
Nel 1978 la Deputazione Abruzzese di Storia patria pubblica 4 volumi a cura di Raffaele Colapietra dal titolo Antinoriana. L'Aquila al tempo dell'Antinori; attingendo ampiamente agli ultimi quattro volumi del Corpus antoniriano sulla storia della sua città natale.

## Opere e carteggi
- Raccolta di memorie istoriche delle tre provincie degli Abruzzi, 4 voll., Campo, Napoli 1781-1783.
  - Volume I
  - Volume II
  - Volume III
  - Volume IV
- Cronache aquilane, 1783, manoscritto nel corpus Antinoriano, Biblioteca provinciale "Salvatore Tommasi", L'Aquila.
- Antichità storico-critiche sacre, e profane esaminate nella regione de' Frentani. Opera postuma, Napoli 1790, pubblicata da Domenico Romanelli, ristampa anastatica Rivista abruzzese, Lanciano, 2008.
- Vita della beata Cristina già nel secolo Mattia de' Ciccarelli di Lucoli religiosa agostiniana nel monistero di S. Lucia in Aquila, Tip. Rietelliana, L'Aquila 1822.
- Del carteggio inedito tra Ludovico Antonio Antinori e Giovanni Cristofano Amaduzzi, a cura di A. Cappelli, Tip. Perfilia, L'Aquila 1904.
- Il regesto e la storia del monastero di S. Basilio in Aquila compilati dall'Antinori, a cura di U. Speranza, Vecchioni, L'Aquila 1935.
- Cinque lettere di A.L. Antinori e la Madonna del Ponte di Lanciano, a cura di C. Marciani, Tip. Marchionne, Lanciano 1957, poi in C. Marciani, Scritti di storia, Carabba, Lanciano, 1998.
- Corografia storica degli Abruzzi, 2 voll., Deputazione abruzzese di storia patria, L'Aquila, 1904, per Vincenzo De Bartholomaeis, i 15 voll. manoscritti sono stati pubblicati in forma anastatica dalla casa editrice A. Forni, Bologna, 1971.
- Annali degli Abruzzi, 36 voll., ed. an. in facsimile Forni, Sala Bolognese 1971-1973.
- Lettere inedite a Ludovico Antonio Muratori, a cura di F. Di Gregorio, Bastida, L'Aquila 1973.
- Regesto Antinoriano, a cura di S. Piacentino, Deputazione abruzzese di storia patria, L'Aquila 1977.
- Il libro di memorie di A.L. Antinori nella biblioteca diocesana di Lanciano (secoli XI-XVIII), a cura di M. Scioli, 2 voll., Colacchi, L'Aquila 1995-1996.
- Carteggio familiare (1745-1777), a cura di G. Morelli, Colacchi, L'Aquila 1996.

## Genealogia episcopale
La genealogia episcopale è:
- Cardinale Scipione Rebiba
- Cardinale Giulio Antonio Santori
- Cardinale Girolamo Bernerio, O.P.
- Arcivescovo Galeazzo Sanvitale
- Cardinale Ludovico Ludovisi
- Cardinale Luigi Caetani
- Cardinale Ulderico Carpegna
- Cardinale Paluzzo Paluzzi Altieri degli Albertoni
- Papa Benedetto XIII
- Cardinale Troiano Acquaviva d'Aragona
- Arcivescovo Anton Ludovico Antinori, C.O.